# آندراش ردلی
آندراش ردلی (مجاری: Rédli András؛ زادهٔ ۲۱ اکتبر ۱۹۸۳) شمشیرباز اهل مجارستان است.